# Pélussin
Pélussin este o comună în departamentul Loire din sud-estul Franței. În 2009 avea o populație de 3.494 de locuitori.

## Evoluția populației
| An        | 1975  | 1982  | 1990  | 1999  | 2006  | 2009  |
| --------- | ----- | ----- | ----- | ----- | ----- | ----- |
| Populație | 2.600 | 2.785 | 3.132 | 3.356 | 3.405 | 3.494 |